# Club Baloncesto Ciudad de Burgos
Il Club Baloncesto Ciudad de Burgos è una società femminile di pallacanestro di Burgos, fondata nel 1996.